# Journal of the Royal Society Interface
Journal of the Royal Society Interface is een internationaal, aan collegiale toetsing onderworpen wetenschappelijk tijdschrift op het gebied van de multidisciplinaire wetenschap.
De naam wordt in literatuurverwijzingen meestal afgekort tot J. R. Soc. Interface.
Het wordt uitgegeven door de Royal Society en verschijnt maandelijks.
Het eerste nummer verscheen in 2004.